# The Tides of Barnegat
The Tides of Barnegat er en amerikansk stumfilm fra 1917 af Marshall Neilan.

## Medvirkende
- Blanche Sweet som Jane Cobden
- Elliott Dexter som Dr. John Cavendish
- Tom Forman som Barton Holt
- Norma Nichols som Lucy Cobden
- Billy Jacobs som Archie